# باولا هتلر
باولا هتلر ((بالألمانية: Paula Hitler)‏؛ 21 يناير 1896 – 1 يونيو 1960) هي الشقيقة الصغرى للمستشار الألماني أدولف هتلر وأصغر أبناء ألويس هتلر، كانت باولا هتلر الشقيقة الوحيدة لأدولف هتلر التي عاشت لما بعد سن البلوغ وأخر من توفيت من عائلة هتلر، عملت باولا هتلر خلال الفترة ما بين 1920 و1930 كموظفة في شركة تأمين في فيينا.

## حياتها قبل الحرب
توفي والدها ألويس هتلر وهي بعمر الستة أعوام، وعندما بلغت إحدى عشر عام توفيت والدتها كلارا، بعد ذلك قامت الحكومة النمساوية بتخصيص معونة مادية بسيطة لها ولاخوها ادولف، ولان المعونة كانت صغيرة ولان ادولف كان قادر الاعتماد على نفسه فقد تنازل عن حصته لها.
انتقلت باولا إلى فيينا حيث عملت كسكرتيرة في شركة تأمين. لم يكن لديها أي اتصال باخيها خلال تلك الفترة التي تعتبر أصعب مراحل حياة ادولف هتلر والتي عمل خلالها رسام في فيينا وميونخ، إلى أن دخل الخدمة العسكرية خلال الحرب العالمية الأولى وبدأ بممارسة نشاطاته السياسية فعاد إلى ميونخ. في بدايات العشرينات التقت باولا باخيها من جديد في فينا.
خسرت باولا عملها في شركة فيينا للتأمين عام 1930 حيث قامت الشركة بانهاء خدماتها بعد علمهم بانها اخت ادولف، هذه الفترة بدات باولا باستلام الدعم المادي من أخيها ادولف هتلر (والذي استمر حتى انتحاره عام 1945)، غيرت اسم عائلتها إلى (فولف: wolf) وذلك بطلب من ادولف هتلر حيث أن هذا الاسم كان اسمه المستعار في طفولته وقد استخدمه خلال فترة العشرينات لدواعي أمنية. على حد قولها لم تلتق باخيها الا مرة من كل عام في الثلاثينات وبداية الاربعينات. عملت كسكرتيرة في إحدى المستشفيات العسكرية لأغلب الوقت في الحرب العالمية الثانية.

## تداعيات الحرب عليها
هنالك بعض الاثباتات على أن باولا قد شاركت أخيها ادولف بمعتقداته الألمانية القومية ولكن لم يكن لها أي دور أو نشاط سياسي ولم تنتمي للحزب النازي. خلال أيام الحرب عند بلوغاها 49 عام تم ارسالها للعيش إلى بيرشتسجادن وهي بلدة تقع جنوب ألمانيا ويظهر ان هذا الأمر كان بناء على طلب مارتن بورمان سكرتير ادولف هتلر.
تم اعتقالها من قبل المخابرات الأمريكية في مايو 1954 للتحقيق معها وتم إطلاق سراحها نهاية العام. من خلال الاطلاع على نص التحقيق معها اظهر أحد المحققين ملاحظة بقوة الشبه بينها وبين أخيها. خلال التحقيقات اخبرت المحققين بان بيت عائلتها في النمسا قد تمت مصادرته من قبل الروس، اما الأمريكان فقد قاموا بمصادرة شقتها في فينا.
وصفت باولا علاقتها باخيها أيام الطفولة بأنها كانت مليئة بالمشاحنات الاخوية المستمرة والعاطفة القوية، قالت للمحققين انها لاتصدق بأن أخيها كان هو المسؤول عن المحرقة، عن ايفا براون عشيقة هتلر فقد قالت في التحقيقات انها لم تقابلها سوى مرة واحدة فقط، تم إطلاق سراح باولا من الاحتجاز الأمريكي فعادت إلى فينا حيث عاشت على مدخرتها لبعض الوقت، ثم عملت في محل مختص ببيع منتجات الحرف اليدوية الفنية، في عام 1952 انتقلت للعيش في مدينة بيرشتسجادن وفضلت العيش بعزلة عن العالم في شقة مكونة من غرفتين وحملت اسم باولا فولف Paula Wolff، خلال هذه الفترة تم العناية بها من قبل أعضاء سابقين في الوحدة الوقائية المعروفة باسم ال SS وبعض المتبقين من المقربين من ادولف هتلر.
في فبراير 1959, وافقت على إجراء مقابلة تلفزيونية في برنامج وثائقي للتلفزيون البريطاني ويعتبر هذا الحوار هو الوحيد الذي اجرته خلال حياتها وبث في برنامج اسمه  الطغيان: سنوات ادولف هتلر Tyranny: The Years of Adolf Hitler  وكان أغلب حديثها عن طفولة هتلر.

## وفاتها
توفيت باولا بعمر 64 عام وذلك بتاريخ 1 تموز 1960 وهي آخر من تبقى من عائلة هتلر وتم دفنها في مقبرة بيرشتيكان Bergfriedhof في مدينة بيرشتسجادن Berchtesgaden جنوب ألمانيا، في تموز عام 2005 تم ازالة علامة شاهد قبرها ووضعها على قبر آخر وهذه عادة شائعة في المقابر الألمانية وعادة ماتحدث بعد انقضاء عقد أو عقدين على الوفاة. في حزيران 2006 افادت تقارير بانه تم ارجاع شاهد قبر باولا هتلر إلى مكانه.